# Димитриу, Стелиос
Стелиос Димитриу (греч. Στέλιος Δημητρίου; 4 октября 1990, Лондон, Великобритания) — кипрский футболист, защитник. Сыграл один матч за сборную Кипра.

## Биография

### Клубная карьера
Родился в Лондоне, но является воспитанником кипрского клуба «Аполлон». На взрослом уровне дебютировал в сезоне 2009/10 в клубе четвёртого дивизиона «Никос и Сократис Эримис». Следующий сезон провёл в клубе второго дивизиона «Акритас Хлоракас». В 2011 году подписал контракт с «Аполлоном», но ни разу не появившись на поле, ушёл в аренду в клуб «Эрмис», в составе которого сыграл 11 матчей и забил 1 гол в высшей лиге Кипра. После окончания аренды покинул «Аполлон» и перешёл в болгарский «Локомотив» (Пловдив), но в болгарском клубе лишь 3 раза появился на поле и во второй части сезона вернулся в выступавший во второй лиге «Эрмис», которому помог вернуться в кипрскую элиту. В 2015 году сыграл 5 матчей в клубе «Акрополис» из третьего дивизиона Швеции, после чего ещё полтора сезона провёл на Кипре, в составе клуба «Докса». По ходу сезона 2016/17 подписал контракт с клубом Шотландского Чемпионшипа «Сент-Миррен», а в следующем сезоне 2017/18 стал с клубом победителем Чемпионшипа, однако покинул команду по окончании сезона и подписал контракт с другим клубом лиги «Росс Каунти». В январе 2019 года перешёл в английский «Маклсфилд Таун».

### Карьера в сборной
Дебютировал за сборную Кипра 20 мая 2018 года в товарищеском матче со сборной Иордании, в котором вышел на замену на 87-й минуте вместо Ренату Маргасы и отметился жёлтой карточкой.

## Достижения
«Сент-Миррен»
- Шотландский Чемпионшип: 2017/2018